# 15120
15120（一万五千百二十、いちまんごせんひゃくにじゅう）は自然数、また整数において、15119の次で15121の前の数である。

## 性質
- 15120は合成数であり、約数は1, 2, 3, 4, 5, 6, 7, 8, 9, 10, 12, 14, 15, 16, 18, 20, 21, 24, 27, 28, 30, 35, 36, 40, 42, 45, 48, 54, 56, 60, 63, 70, 72, 80, 84, 90, 105, 108, 112, 120, 126, 135, 140, 144, 168, 180, 189, 210, 216, 240, 252, 270, 280, 315, 336, 360, 378, 420, 432, 504, 540, 560, 630, 720, 756, 840, 945, 1008, 1080, 1260, 1512, 1680, 1890, 2160, 2520, 3024, 3780, 5040, 7560, 15120である。
  - 約数の和は59520。
- 22番目の高度合成数であり、約数を80個持つ。1つ前は10080、次は20160。
- 2375番目のハーシャッド数である。1つ前は15111、次は15130。
  - 9を基とする372番目のハーシャッド数である。1つ前は15111、次は15201。
- 15120 = 24 × 33 × 5 × 7
  - 4つの異なる素因数の積で p 4 × q 3 × r × s の形で表せる最小の数である。次は22680。(オンライン整数列大辞典の数列 A190294)
- 15120 = (1 + 2 + 3 + 4 + 5 + 6) × (1 × 2 × 3 × 4 × 5 × 6) 。この形の1つ前は1800、次は141120。(オンライン整数列大辞典の数列 A001286)
- 15120 = 5 × 6 × 7 × 8 × 9
  - 5番目の五連続積数である。1つ前は6720、次は30240。
  - n = 9 のときの n!/4! の値とみたとき1つ前は1680、次は151200。(オンライン整数列大辞典の数列 A001720)
- 15120 = 3 × 7!
  - n = 7 のときの 3n! の値とみたとき1つ前は2160、次は120960。(オンライン整数列大辞典の数列 A052560)
- 15120 = 9! / 4!
  - n = 9 のときの n!/24 とみたとき1つ前は1680、次は151200。
  - n = 4 のときの (n + 5) !/n! とみたとき1つ前は6720、次は30240。
  - n = 4 のときの 9!/n! とみたとき1つ前は120960、次は3024。
- 約数の和が15120になる数は59個ある。(4320, 4920, 5304, 5340, 5664, 5720, 5724, 5916, 6024, 6380, 6460, 6496, 6680, 6688, 6942, 7134, 7180, 7304, 7384, 7532, 7544, 7554, 7648, 7670, 7790, 7876, 8132, 8188, 8236, 8294, 8390, 8398, 9218, 9334, 9538, 9686, 9794, 10078, 10491, 10947, 11337, 11635, 11815, 12035, 12095, 12727, 13039, 13079, 13091, 13223, 13243, 13849, 14263, 14587, 14719, 14809, 14857, 14863, 14873) 約数の和59個で表せる最小の数である。次は47520。
  - 約数の和が15120より小さい数で59個以上ある数は無い。1つ前は10080（58個）、次は17280（68個）。
  - 約数の和の個数 n 個で表せる最小の数とみたとき、1つ前の58個は10080、次の60個は55440。(オンライン整数列大辞典の数列 A007368)

## その他 15120 に関連すること
- 15120秒は4時間12分である。